# Maria Ivogün
 (avril 2025).
Si vous disposez d'ouvrages ou d'articles de référence ou si vous connaissez des sites web de qualité traitant du thème abordé ici, merci de compléter l'article en donnant les références utiles à sa vérifiabilité et en les liant à la section « Notes et références ».
Maria Ivogün (Ilse Kempner) (Budapest, 18 novembre 1891 - Beatenberg, 3 octobre 1987) est une soprano hongroise naturalisée allemande.

## Biographie
Fille d'un officier et d'une chanteuse, elle commence dès 1907 des études de chant à l'Académie de Vienne (Autriche) avec Amalie Schlemmer-Ambros. 
Remarquée par le chef d'orchestre Bruno Walter, elle est engagée par l'Opéra d'État de Bavière à Munich en 1913. Sous la tutelle de ce dernier, elle s'affirme comme l'une des grandes sopranos coloratures de son époque, notamment en Reine de la Nuit dans La Flûte enchantée. Elle crée en 1916, à la demande de Richard Strauss, la version définitive de Zerbinetta dans Ariadne auf Naxos. Elle participe également aux créations de Der Ring des Polykrates d'Erich Wolfgang Korngold et Palestrina de Hans Pfitzner.
La gloire internationale vient rapidement, elle parait au Lyric Opera de Chicago en 1921, au Royal Opera House de Londres en 1924, à La Scala de Milan et au Metropolitan Opera de New York en 1925. 
Elle suit Bruno Walter quand il prend la direction du Städtische Oper de Berlin, où elle chante jusqu'à son retrait de la scène en 1932.
Alliant une voix d'une grande pureté et d'une exceptionnelle agilité, Maria Ivogün chantait avec égal succès les rôles de soprano colorature et lyrique,  tels Constance dans Die Entführung aus dem Serail, Rosina dans Le Barbier de Séville, Norina dans Don Pasquale, Gilda dans Rigoletto, Mimi dans La Bohème, etc.
Elle fut mariée au ténor Karl Erb (1877-1958), puis au pianiste Michael Raucheisen (1889-1984), avec qui elle enseigne à Vienne, puis à Berlin. Parmi ses élèves les plus célèbres, Elisabeth Schwarzkopf et Rita Streich.

## Sources
Alain Pâris, Le dictionnaire des interprètes, Robert Laffont, 1989.  (ISBN 2-221-06660-X)